# 음향리포트 오늘
음향리포트 오늘은 대한민국의 방송국 MBC 표준FM(수도권 FM 95.9MHz, AM 900KHz)의 라디오 프로그램이다. 2006년 4월 24일부터 2009년 10월 16일까지 3년간 방송되었다.